# Riflesso miotatico inverso
Il riflesso miotatico inverso è un riflesso muscolare causato dall'azione dei fusi neuromuscolari.
Differentemente dal riflesso miotatico che è dovuto ad un impulso derivato dal fuso neuromuscolare attivato dallo stiramento muscolare, quello inverso deriva dal suo repentino accorciamento per esempio durante un accorciamento muscolare passivo. In sostanza è esattamente l'opposto del riflesso miotatico: un repentino accorciamento delle fibre muscolari extra fusali provoca un accorciamento della parte equatoriale del fuso neuromuscolare, questo provoca una riduzione dell'eccitazione dei motoneuroni alfa.
Viene spesso confuso a livello popolare con l'attività degli organi tendinei del Golgi (OTG) che generano invece quello che si definisce riflesso da rilasciamento che è solo vagamente somigliante.
Questo riflesso fa capo ad un circuito propriamente involontario, in quanto l'impulso generato non deriva dal cervello ma direttamente dal midollo spinale.